# Cyperus pallidicolor
Cyperus pallidicolor är en halvgräsart som först beskrevs av Georg Kükenthal, och fick sitt nu gällande namn av Gordon C. Tucker. Cyperus pallidicolor ingår i släktet papyrusar, och familjen halvgräs. Inga underarter finns listade i Catalogue of Life.